# Хусрав Облобердієв
Хусрав Облобердієв (нар. 12 березня 1994) — таджицький борець греко-римського стилю, срібний призер чемпіонату Азії.

## Життєпис
Боротьбою почав займатися з 2004 року. У 2013 році став чемпіоном Азії серед юніорів. Наступного року на цих же змаганнях завоював срібну медаль.
Виступав за спортивну школу № 1 міста Істаравшан. Тренер — Мурад Хамідов.
Облобердієв тренувався як в Істаравшані, так і на зборах в Іркутську.
На 17-х літніх Азійських іграх в Інчхоні він зупинився за крок від бронзової медалі — поступився південнокорейцю Хак Вону Рі. Після цього через травму він був змушений пропустити не тільки чемпіонат Азії-2015 року, але і весь сезон та наступний за ним. Спортсмен переніс операцію на меніску, але виявилося, що він більше не зможе продовжувати свою кар'єру в боротьбі. Згодом вирішив сробувати себе в новому виді спорту — в боях без правил. Він відправився до США, в Міннесоту, де проводить тренування і набирає необхідну форму.

## Спортивні результати на міжнародних змаганнях

### Виступи на Чемпіонатах світу
| Змагання                        | Збірна      | Вагова категорія                 | Місце |
| ------------------------------- | ----------- | -------------------------------- | ----- |
| Чемпіонат світу з боротьби 2015 | Таджикистан | греко-римська боротьба, до 66 кг | 26    |

### Виступи на Чемпіонатах Азії
| Змагання                       | Збірна      | Вагова категорія                 | Місце  |
| ------------------------------ | ----------- | -------------------------------- | ------ |
| Чемпіонат Азії з боротьби 2014 | Таджикистан | греко-римська боротьба, до 66 кг | Срібло |

### Виступи на Азійських іграх
| Змагання           | Збірна      | Вагова категорія                 | Місце |
| ------------------ | ----------- | -------------------------------- | ----- |
| Азійські ігри 2014 | Таджикистан | греко-римська боротьба, до 66 кг | 5     |

### Виступи на інших змаганнях
| Змагання                                | Збірна      | Вагова категорія                 | Місце |
| --------------------------------------- | ----------- | -------------------------------- | ----- |
| Турнір Івана Піддубного 2014            | Таджикистан | греко-римська боротьба, до 66 кг | 28    |
| Турнір Вехбі Емре і Гаміта Каплана 2015 | Таджикистан | греко-римська боротьба, до 71 кг | 7     |
| Меморіал Абделазіза Услаті 2015         | Таджикистан | греко-римська боротьба, до 71 кг | 7     |

### Виступи на змаганнях молодших вікових груп
| Змагання                                      | Збірна      | Вагова категорія                 | Місце  |
| --------------------------------------------- | ----------- | -------------------------------- | ------ |
| Чемпіонат світу з боротьби серед юніорів 2012 | Таджикистан | греко-римська боротьба, до 66 кг | 11     |
| Чемпіонат Азії з боротьби серед юніорів 2013  | Таджикистан | греко-римська боротьба, до 66 кг | Золото |
| Чемпіонат світу з боротьби серед юніорів 2013 | Таджикистан | греко-римська боротьба, до 66 кг | 24     |
| Чемпіонат Азії з боротьби серед юніорів 2014  | Таджикистан | греко-римська боротьба, до 66 кг | Срібло |
| Чемпіонат світу з боротьби серед юніорів 2014 | Таджикистан | греко-римська боротьба, до 66 кг | 8      |